# Línea 446 (Interurbanos Madrid)
La línea 446 de la red de autobuses interurbanos de Madrid une el intercambiador de Plaza Elíptica con El Bercial (Getafe).

## Características
Esta línea une Madrid con el barrio de El Bercial, estableciendo su cabecera junto al Hospital de Getafe.
Desde su creación hasta el 19 de enero de 2008, la línea iniciaba recorrido en Palos de la Frontera, cuando se trasladó su cabecera al nuevo intercambiador de Plaza Elíptica. Desde entonces Plaza Elíptica y Palos de la Frontera quedan conectados mediante la nueva línea E1 de la EMT.
La línea no mantiene los mismos horarios todo el año, desde el 1 al 31 de agosto se reducen el número de expediciones, además de los días excepcionales vísperas de festivo y festivos de Navidad en los que los horarios también cambian y se reducen.
Está operada por la empresa Avanza Movilidad Integral mediante la concesión administrativa VCM-402 - Madrid – Getafe – Alcorcón (Viajeros Comunidad de Madrid) del Consorcio Regional de Transportes de Madrid.

## Horarios
| Lunes a viernes laborables (1 de septiembre - 31 de julio) |
| De 6:30 a 23:30 cada 15-20 minutos                         |
| Lunes a viernes laborables (Agosto)                        |
| De 6:30 a 23:00 cada 30 minutos                            |
| Sábados laborables (1 de septiembre - 31 de julio)         |
| De 6:30 a 23:30 cada 30 minutos                            |
| Sábados laborables (Agosto)                                |
| De 6:30 a 21:30 cada 30 minutos                            |
| A 22:30                                                    |
| Domingos y festivos (1 de septiembre - 31 de julio)        |
| De 7:30 a 15:30 cada hora                                  |
| De 16:15 a 23:15 cada 30 minutos                           |
| Domingos y festivos (Agosto)                               |
| De 7:30 a 14:30 cada hora                                  |
| De 14:30 a 22:30 cada 30 minutos                           |

| Lunes a viernes laborables (1 de septiembre - 31 de julio) |
| De 6:00 a 23:00 cada 15-20 minutos                         |
| Lunes a viernes laborables (Agosto)                        |
| De 6:00 a 22:30 cada 30 minutos                            |
| Sábados laborables (1 de septiembre - 31 de julio)         |
| De 6:00 a 23:00 cada 30 minutos                            |
| Sábados laborables (Agosto)                                |
| De 6:00 a 21:00 cada 30 minutos                            |
| A 22:00                                                    |
| Domingos y festivos (1 de septiembre - 31 de julio)        |
| De 7:00 a 15:00 cada hora                                  |
| De 15:45 a 22:45 cada 30 minutos                           |
| Domingos y festivos (Agosto)                               |
| De 7:00 a 14:00 cada hora                                  |
| De 14:00 a 22:00 cada 30 minutos                           |

## Recorrido y paradas

### Sentido Getafe
| Código | Parada                                        | Común con                                 | Conexiones con Metro | Municipio | Zona |
| ------ | --------------------------------------------- | ----------------------------------------- | -------------------- | --------- | ---- |
| 17042  | Intercambiador de Plaza Elíptica (dársena 14) |                                           | Plaza Elíptica       | Madrid    |      |
| 5349   | Tanatorio Sur                                 | SE702 441 442 443 444 460 461 463 464 469 |                      | Madrid    |      |
| 07638  | Ctra. A42 - Estación Mecánica Agrícola        |                                           |                      | Leganés   |      |
| 07641  | Ctra. A42 - Pol. Ind. Prado Overa             | 441 442 443 444 460 461 463 464 469 470   |                      | Madrid    |      |
| 17446  | Av. Paz . Camerún                             |                                           |                      | Getafe    |      |
| 17448  | Av. Cmte. José M. Ripollés - Est. El Bercial  | 3                                         | El Bercial           | Getafe    |      |
| 20360  | Av. Cmte. José M. Ripollés - Salvador Dalí    | 3                                         |                      | Getafe    |      |
| 17553  | Eduardo Torroja - Bélgica                     | 3                                         |                      | Getafe    |      |
| 08217  | Austria - Barrio El Bercial                   | 488 3                                     |                      | Getafe    |      |
| 08218  | Av. Buenos Aires - Biblioteca                 | 488 3                                     |                      | Getafe    |      |
| 17443  | Av. Parque - Av. Las Trece Rosas              | 488 3                                     |                      | Getafe    |      |
| 17442  | Av. Salvador Allende - Uruguay                | 488 3                                     |                      | Getafe    |      |
| 17439  | Av. Salvador Allende - Av. Chile              | 488 3                                     |                      | Getafe    |      |
| 17437  | Av. Perú - Maestra María Ibáñez               |                                           |                      | Getafe    |      |
| 17436  | La Cieguita de Getafe - Bomberos              |                                           |                      | Getafe    |      |
| 18801  | Ctra. M406 - Cieguita de Getafe               | 3 6                                       |                      | Getafe    |      |

### Sentido Madrid
| Código | Parada                                        | Común con                               | Conexiones con Metro | Municipio | Zona |
| ------ | --------------------------------------------- | --------------------------------------- | -------------------- | --------- | ---- |
| 18801  | Ctra. M406 - Cieguita de Getafe               | 3 6                                     |                      | Getafe    |      |
| 17435  | Becquerel - Glaser                            | 3                                       |                      | Getafe    |      |
| 17438  | Av. Salvador Allende - Av. Chile              | 3                                       |                      | Getafe    |      |
| 17441  | Av. Salvador Allende - Av. Rosa Regás         | 488 3                                   |                      | Getafe    |      |
| 17445  | Av. Trece Rosas - Av. Mariano Moreno Músico   | 488 3                                   |                      | Getafe    |      |
| 08214  | Av. Buenos Aires - Biblioteca                 | 488 3                                   |                      | Getafe    |      |
| 08215  | Av. Buenos Aires - Barrio El Bercial          | 488 3                                   |                      | Getafe    |      |
| 08216  | Av. Buenos Aires - Eduardo Torroja            | 488 3                                   |                      | Getafe    |      |
| 20361  | Av. Cmte. José M. Ripollés - Restituto Glez.  | 3                                       |                      | Getafe    |      |
| 17449  | Av. Cmte. José M. Ripollés - Est. El Bercial  | 3                                       | El Bercial           | Getafe    |      |
| 17447  | Av. Paz - Camerún                             |                                         |                      | Getafe    |      |
| 07640  | Ctra. A42 - Pol. Ind. Prado Overa             | 441 442 443 444 460 461 463 464 469 470 |                      | Madrid    |      |
| 5687   | Avenida de los Poblados - Carretera Toledo    | 155 441 442 443 444 460 461 463 464 469 |                      | Madrid    |      |
| 17042  | Intercambiador de Plaza Elíptica (dársena 14) |                                         | Plaza Elíptica       | Madrid    |      |